# Aral Mangy Qaraqumy
Aral Mangy Qaraqumy är en öken i Kazakstan.   Den ligger i oblystet Qyzylorda, i den centrala delen av landet, 800 km sydväst om huvudstaden Astana.